# Maison Carrée

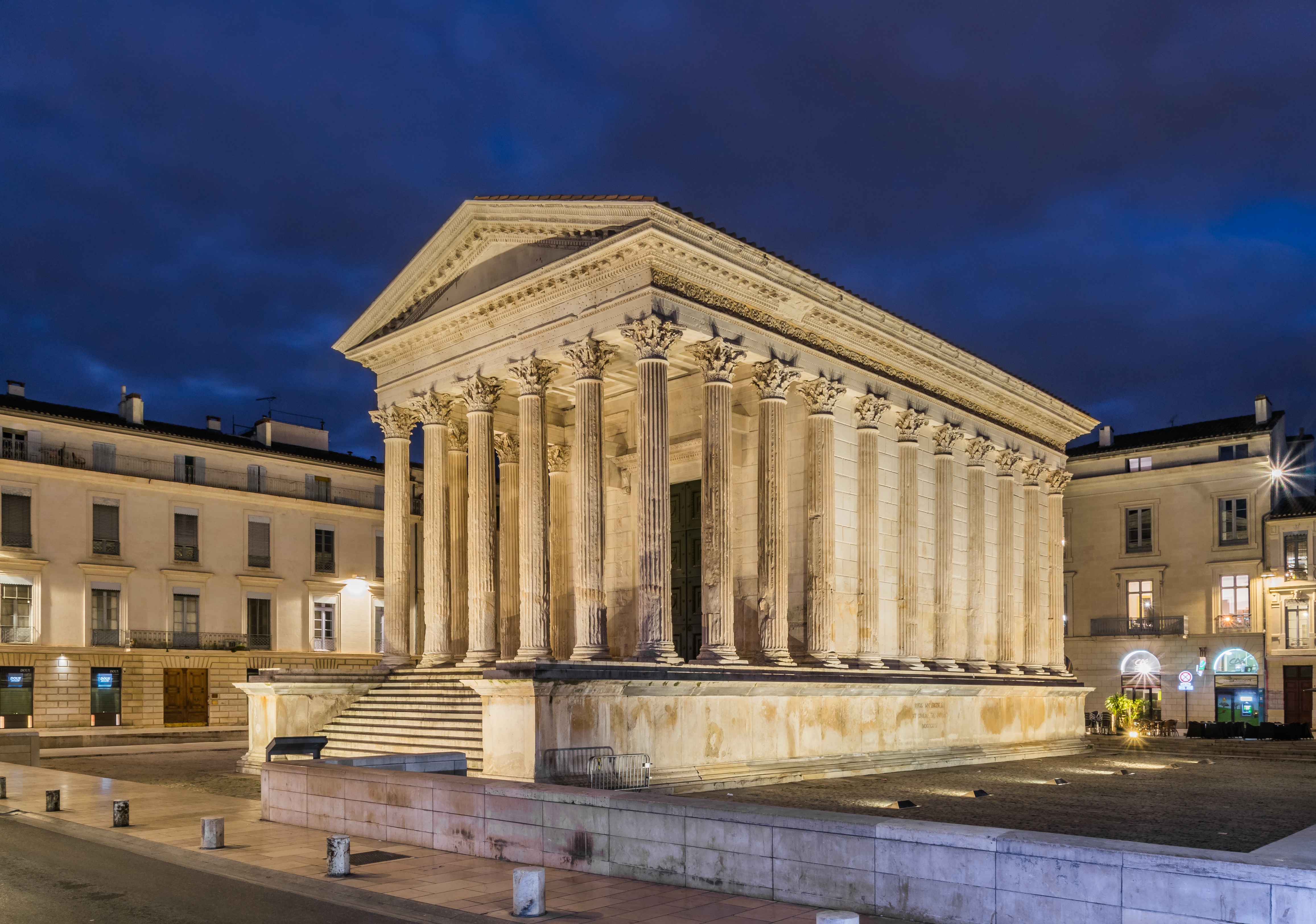
Het Maison Carrée in Nîmes

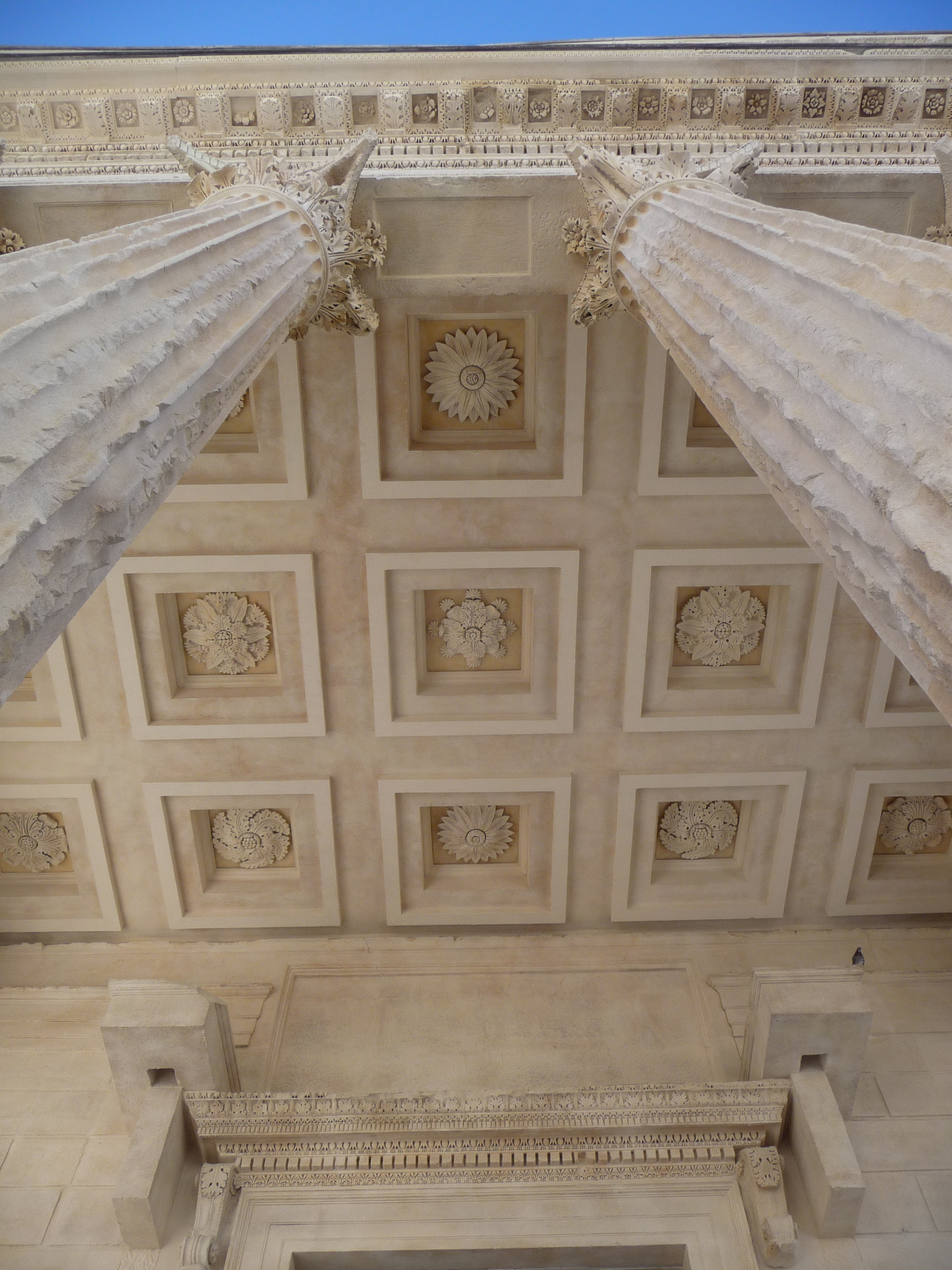
Het plafond van de pronaos

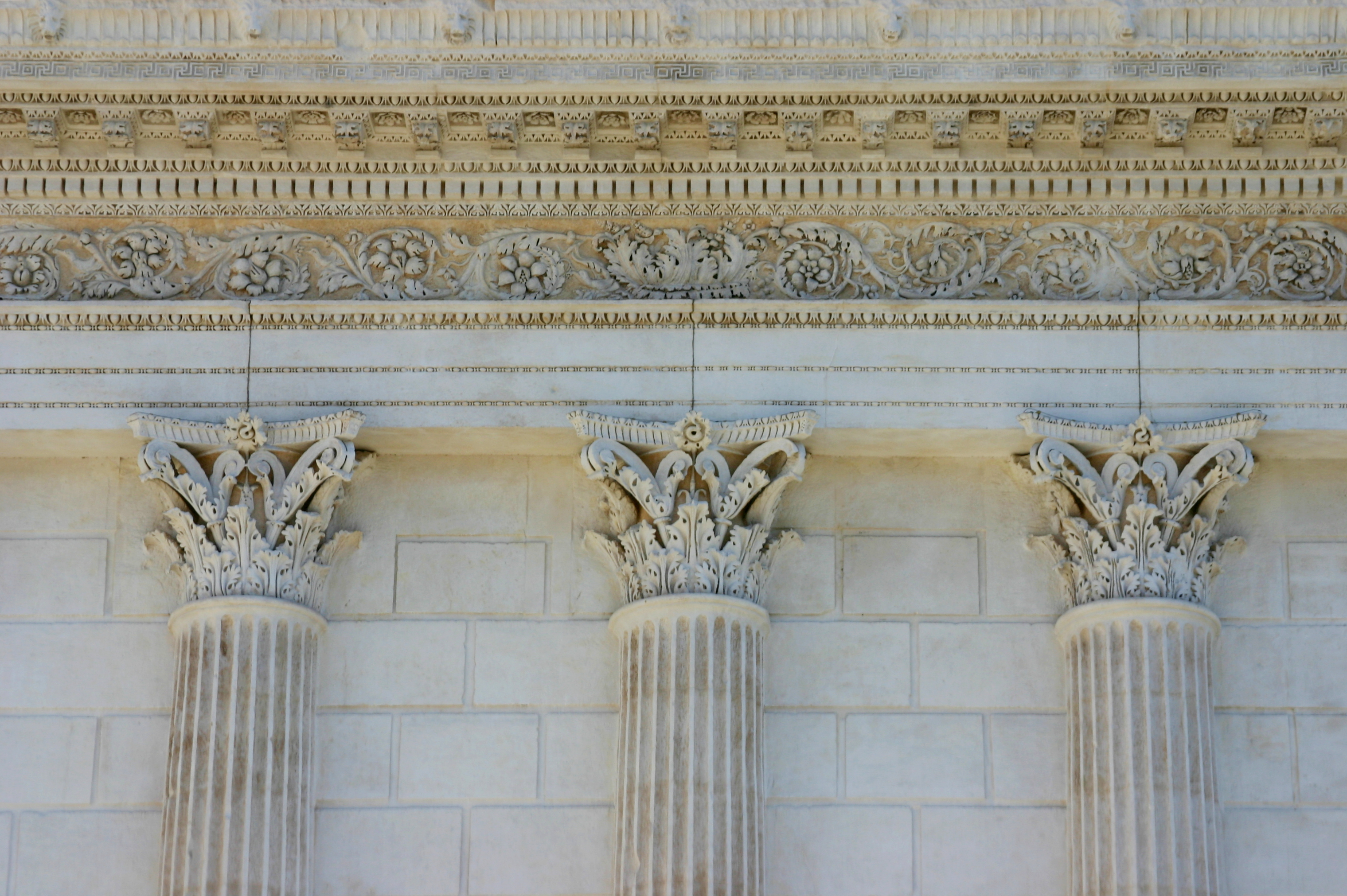
Korinthische kapitelen, Ionisch fries en architraaf

Het Maison Carrée te Nîmes, in Frankrijk, is een van de best bewaarde Romeinse tempels van het voormalige Romeinse Rijk. De architectuur is vitruviaans. Sinds 2023 staat de tempel op de Unesco-Werelderfgoedlijst.

## Romeinse tempel
De tempel werd gebouwd van 10 v.Chr. tot 3 n.Chr. Hij was gewijd aan Gaius en Lucius, de geadopteerde erfgenamen van Augustus, die beiden jong stierven. Ze waren de zonen van Marcus Vipsanius Agrippa, de oorspronkelijke bouwheer van het Pantheon in Rome. De theorie van Émile Espérandieu dat Agrippa ook het Maison Carrée liet optrekken, wordt echter niet meer weerhouden.

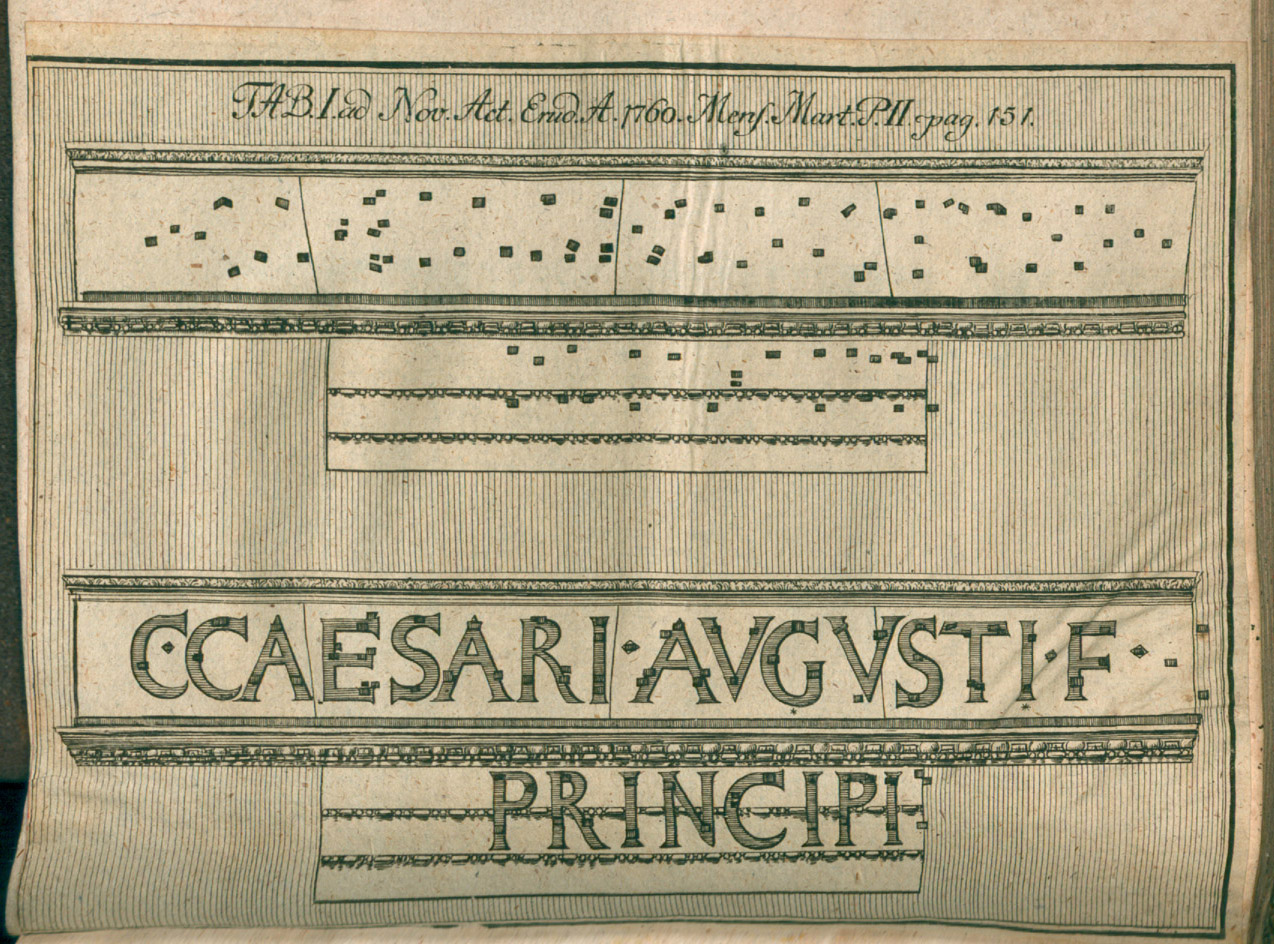
Illustratie uit de recensie a Dissertation sur l'ancienne inscription de la Maison-Carrée de Nismes (Acta eruditorum, 1760)

De inscriptie die de tempel wijdde aan Gaius en Lucius werd in de middeleeuwen verwijderd. Desalniettemin kon de lokale geleerde Jean-François Séguier in 1758 de inscriptie reconstrueren op grond van de volgorde en het aantal gaten in de façade waarin de bronzen letters waren geplaatst. Het opschrift luidt (in vertaling):
Aan Gaius Caesar, zoon van Augustus, consul; aan Lucius Caesar, zoon van Augustus, consul designatus 
Aan de principes iuventutis
De tempel is bewaard gebleven, omdat hij in de vierde eeuw werd omgevormd tot christelijke kerk. Het werd achtereenvolgens een vergaderzaal voor de stadsraadsleden, een kanunnikshuis, een stal tijdens de Franse Revolutie en een opslagplaats voor de stadsarchieven. Het werd een museum na 1823.
De Franse naam is afgeleid van het archaïsche carré long, wat letterlijk "lange vierkant" (dus rechthoek) betekent, refererend aan de vorm van het gebouw.
Het Maison Carrée is een mooi voorbeeld van een klassiek Augustijnse tempel. Op een 2,85 m hoog podium opgetrokken, domineerde het het forum van de Romeinse stad, een rechthoek vormend bijna tweemaal zo lang als breed (26,42 x 13,54 m). Haar voorkant wordt gedomineerd door een diepe portico of pronaos, die bijna een derde van de volledige lengte inneemt.
Het heeft tien zuilen bekroond met Korinthische kapitelen onder het fronton, en nog eens 20 halfzuilen rond de rest van de buitenkant van het gebouw. De architraaf boven de zuilen heeft fijne reliëfs met rozetten en acanthusbladeren. Een grote deur (6,87 x 3,27 m) leidt naar de opvallend smalle en raamloze binnenkant, waar de schrijn of cella zich oorspronkelijk bevond. Deze wordt tegenwoordig gebruikt voor tentoonstellingen. Er zijn geen overblijfselen van de vroegere versiering in de cella.

## Restauraties
Het gebouw heeft door de eeuwen heen vele extensieve restauraties ondergaan. Tot aan de 19e eeuw maakte het deel uit van een groter complex van aaneensluitende gebouwen. Deze werden gesloopt toen het Maison Carrée werd omgebouwd tot museum, het terugbrengend naar de oorspronkelijke afzondering die het moet hebben gekend in de Romeinse oudheid. De pronaos werd gerestaureerd in de eerste helft van die eeuw toen het een nieuw plafond kreeg in Romeinse stijl. De huidige deur werd gemaakt in 1824.
Het onderging een verdere restauratie tussen 1988-1992, waarbij het een nieuw dak kreeg en het plein rondom werd vrijgemaakt, waardoor de contouren van het forum zichtbaar werden. Sir Norman Foster werd aangesteld om een museum voor moderne kunst te bouwen, bekend als de Carré d'Art, aan de buitenkant van het plein. Dit geeft een verrassend contrast aan het Maison Carrée maar ontleent veel van haar uiterlijk, zoals de portico en zuilen (maar uitgevoerd in staal en glas). Het contrast van haar moderniteit wordt dus getemperd door de uiterlijke gelijkenissen tussen de twee gebouwen, die bouwstijlen vertegenwoordigen die 2000 jaar van elkaar zijn verwijderd.
Het Maison Carrée was de inspiratiebron voor de neo-klassieke Église de la Madeleine in Parijs.

## Film
Er bestaat een 3D-film Heroes of Nîmes die de geschiedenis van Nîmes toont.